# Shamrock Rovers Football Club 2018
Questa voce raccoglie le informazioni riguardanti lo Shamrock Rovers Football Club nelle competizioni ufficiali della stagione 2018.

## Organigramma societario

### Staff tecnico
- Allenatore: Stephen Bradley
- Allenatore in 2ª: Glenn Cronin
- Preparatore portieri: Jose Ferrer
- Preparatore atletico: Darren Dillon
- Fisioterapista: Tony McCarthy
- Responsabili settore giovanile: Aidan Price

## Organico

### Rosa
| N. |                              | Ruolo | Calciatore       |
| -- | ---------------------------- | ----- | ---------------- |
| 1  | Canada (bandiera)            | P     | Tomer Chencinski |
| 2  | Irlanda (bandiera)           | C     | Ethan Boyle      |
| 3  | Irlanda (bandiera)           | D     | Luke Byrne       |
| 4  | Irlanda (bandiera)           | D     | Roberto Lopes    |
| 5  | Irlanda (bandiera)           | D     | Lee Grace        |
| 6  | Irlanda (bandiera)           | C     | Greg Bolger      |
| 7  | Irlanda (bandiera)           | C     | Dylan Watts      |
| 8  | Irlanda (bandiera)           | C     | Ronan Finn       |
| 9  | Trinidad e Tobago (bandiera) | A     | Daniel Carr      |
| 10 | Irlanda (bandiera)           | C     | Brandon Miele    |
| 11 | Irlanda (bandiera)           | D     | Sean Kavanagh    |
| 14 | Irlanda (bandiera)           | A     | Gary Shaw        |
| 15 | Irlanda (bandiera)           | C     | Ally Gilchrist   |

| N. |                        | Ruolo | Calciatore       |
| -- | ---------------------- | ----- | ---------------- |
| 16 | Irlanda (bandiera)     | C     | David McAllister |
| 17 | Irlanda (bandiera)     | C     | Joel Coustrain   |
| 18 | Irlanda (bandiera)     | D     | Joey O'Brien     |
| 19 | Irlanda (bandiera)     | A     | Sean Boyd        |
| 20 | Irlanda (bandiera)     | C     | Trevor Clarke    |
| 21 | Irlanda (bandiera)     | C     | Aaron Bolger     |
| 22 | Irlanda (bandiera)     | A     | Aaron Greene     |
| 24 | Irlanda (bandiera)     | A     | Dean Dillon      |
| 25 | Irlanda (bandiera)     | P     | Kevin Horgan     |
| 27 | Irlanda (bandiera)     | D     | Brandon Kavanagh |
| 29 | Inghilterra (bandiera) | C     | Sam Bone         |
| 30 | Inghilterra (bandiera) | P     | Gavin Bazunu     |
|    | Irlanda (bandiera)     | P     | Alan Mannus      |